# سيصور نهر باراك
سيصور نهر باراك (الاسم العلمي:Sisor barakensis) هو نوع من الأسماك يتبع جنس السيصور من فصيلة السيصورات.